# D/visual
Créé en 2001, D/visual était le département international de la société de Gō Nagai, Dynamic Planning; dirigé par Federico Colpi, ancien de Dynamic Italia (actuelle Dynit) et Kazuhiko Murata jusqu'en 2011, son siège social se trouvait dans l'arrondissement spécial de Shinjuku à Tōkyō. Il éditait des mangas, des anime et des produits dérivés (gadgets, t-shirts ou cd musicaux) dans plusieurs pays asiatiques (Hong Kong, Taïwan, etc.) et sur le “Vieux Continent” (Italie, France, Belgique, Espagne, Portugal, Pays-Bas, etc.). La division européenne, dépendant directement du Japon, était basée à Marostica en Italie.
En 2014, la société fonde le D! Partnership, un groupe de compagnies leaders dans le domaine du divertissement numérique.